# حملات ایالات متحده آمریکا به سایت‌های هسته‌ای ایران
در ۱ تیرماه ۱۴۰۴ (۲۲ ژوئن ۲۰۲۵)، دونالد ترامپ، رئیس‌جمهور ایالات متحده آمریکا اعلام کرد که نیروی هوایی و نیروی دریایی ایالات متحده در طی عملیاتی تحت عنوان عملیات چکش نیمه‌شب (به انگلیسی: Operation Midnight Hammer) به چندین تأسیسات هسته‌ای در ایران از جمله تأسیسات هسته‌ای فردو، تأسیسات هسته‌ای نطنز و تأسیسات فراوری اورانیوم در اصفهان با بیش از ۱۲ بمب جی‌بی‌یو-۵۷ای/بی ماپ که توسط بمب‌افکن‌های رادارگریز نورثروپ بی-۲ اسپیریت حمل شده‌ است حمله کرده اند. همچنین در این عملیات از موشک‌های تاماهاوک پرتاب شده از زیردریایی‌های ایالات متحده هم استفاده شد. این تأسیسات هسته‌ای جزو مهم‌ترین تأسيسات هسته‌ای ایران بوده‌اند.
ترامپ خبر حملات را از طریق شبکه اجتماعی تروت سوشال اعلام کرد و آن را «حمله‌ای بسیار موفق» توصیف نمود. ارزیابی خسارات ناشی از بمباران همچنان ادامه دارد. جمهوری‌خواهان کنگره عمدتاً از اقدام ترامپ حمایت کردند، در حالی که اکثر دموکرات‌ها و برخی جمهوری‌خواهان نسبت به قانونی بودن این اقدام، پیامدهای آن و واکنش احتمالی ایران ابراز نگرانی کردند. واکنش‌های جهانی متفاوت بود؛ برخی رهبران جهان از این اقدام برای فلج کردن برنامه هسته‌ای ایران استقبال کردند، در حالی که برخی دیگر نسبت به تشدید تنش‌ها ابراز نگرانی نمودند و عده‌ای نیز این حملات را محکوم کردند.
در پاسخ، ایران به پایگاه نظامی آمریکا در قطر حمله کرد. روز بعد، ترامپ آتش‌بس میان ایران و اسرائیل را اعلام کرد و به این درگیری پایان داد.
۱۵ مردادماه ۱۴۰۴ ترامپ در یک گفت‌وگوی خبری در کاخ سفیدگفت: «اگر جمهوری اسلامی ایران برنامهٔ هسته‌ای خود را از سر بگیرد، ایالات متحده «بازخواهد گشت» و دوباره آن ها را مورد حمله قرار خواهد داد.» او ادامه داد: «جمهوری اسلامی به «نفرت‌پراکنی» از «مکانی بسیار شیطانی» مشغول است اما ایران در سال‌های آینده بسیار متفاوت خواهد بود».

## پیش‌زمینه
در هفته‌های منتهی به ۱ تیر ۱۴۰۴، ایالات متحده شهروندان خود را از خاورمیانه تخلیه کرد، هشدارهای منع سفر صادر کرد و پرسنل غیرضروری را از سفارتخانه‌هایش خارج کرد. در ۱۷ ژوئن، ترامپ از ایران خواست بدون قید و شرط تسلیم شود. مارکو روبیو، وزیر امور خارجه آمریکا، در روزهای اخیر به متحدان آمریکا گفت که واشینگتن ترجیح می‌دهد راه‌حل دیپلماتیک ببیند، و ترامپ مقامات آمریکایی را برای حمایت از توافق هسته‌ای به تهران فرستاده بود.
در ۱۹ ژوئن، ترامپ از طریق کارولاین لیویت، سخنگوی مطبوعاتی کاخ سفید، بیانیه‌ای صادر کرد و گفت: «بر اساس این واقعیت که احتمال قابل توجهی برای مذاکراتی وجود دارد که ممکن است در آینده نزدیک با ایران انجام شود یا نشود، طی دو هفته آینده تصمیم خود را دربارهٔ اینکه آیا اقدام کنم یا نه، خواهم گرفت.» بر اساس منابع، در همان روز، مقامات اسرائیلی از جمله بنیامین نتانیاهو، اسرائیل کاتس و ایال زمیر با دولت ترامپ تماس گرفتند و گفتند که نمی‌توانند دو هفته صبر کنند. اسرائیلی‌ها فکر می‌کردند که فقط پنجره فرصت کوچکی دارند. آمریکا تنها کشوری است که بمبهای سنگرشکنی دارد که قادر به نفوذ در فردو هستند. این تماس تلفنی همچنین شامل جی‌دی ونس بود که با بیان نگرانی‌ها دربارهٔ درگیری مستقیم آمریکا و کشیده شدن به جنگ مخالفت کرد، و پیت هگست نیز حضور داشت.
در ۲۱ ژوئن، ایالات متحده بمب‌افکن‌های رادارگریز B-2 را به گوام اعزام کرد. پایگاه‌های آمریکایی در آسیای غربی وارد حالت بالاترین آماده‌باش شدند و دفاع هوایی خود را تقویت کردند، زیرا ایران تهدید کرد که به هر کشوری که به اسرائیل کمک کند، حمله خواهد کرد. حوثی‌ها نیز آمادگی خود برای مبارزه را اعلام کردند. در پاسخ، ایالات متحده هشدار داد که در صورت تهدید منافع آمریکا، تلافی ویرانگری خواهد کرد.
شبکه ABC News گزارش داد که ارتش آمریکا و اسرائیل در طول یک تمرین آموزشی در اواسط ۲۰۲۴ در دوران دولت بایدن، یک تمرین اجرایی از این حمله انجام داده بودند. اکسیوس گزارش داد که دموکرات‌های ارشد کمیته‌های اطلاعاتی سنا و مجلس نمایندگان، اطلاع قبلی از این حمله دریافت نکردند، در حالی که جمهوری‌خواهان ارشد اطلاع داشتند که این موضوع انتقادات دموکرات‌ها را برانگیخت.

## حملات

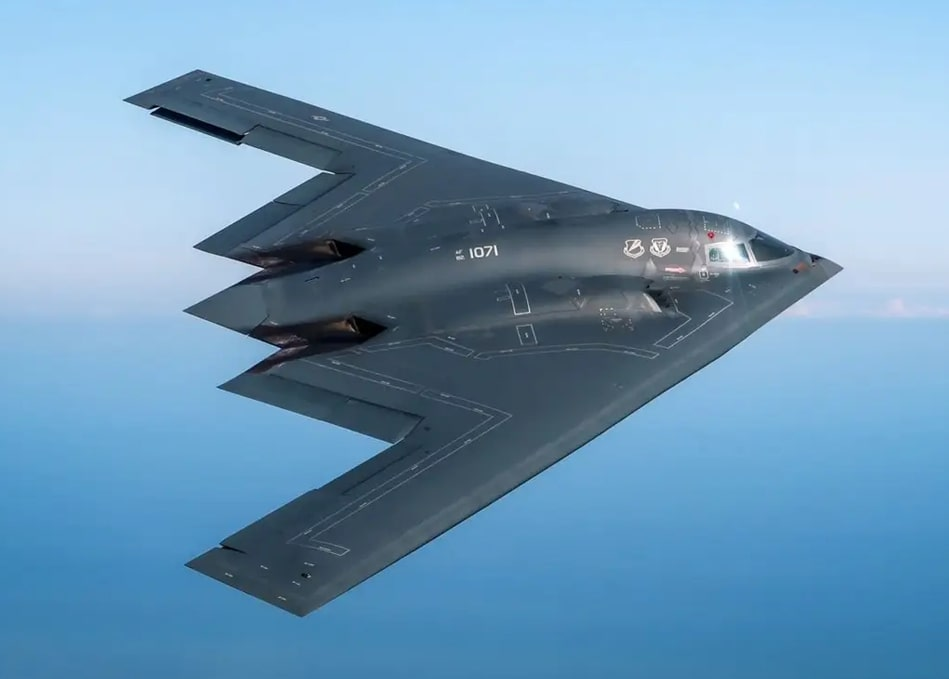
نورثروپ گرومن بی-۲ اسپیریت

در ۱ تیرماه ۱۴۰۴ (۲۲ ژوئن ۲۰۲۵)، نیروی هوایی و نیروی دریایی ایالات متحده به سه تأسیسات هسته‌ای ایران شامل فردو، نطنز و اصفهان حمله کردند.
شش بمب‌افکن بی-۲ اسپیریت که بدون توقف از پایگاه نیروی هوایی وایت‌من در میزوری پرواز کرده بودند، ۱۲ بمب GBU-57A/B MOP را بر روی تأسیسات فردو انداختند و تأسیسات نطنز نیز مورد اصابت دو بمب مشابه قرار گرفت. زیردریایی‌ها نیز ۳۰ موشک کروز تاماهاوک به سمت تأسيسات نطنز و اصفهان شلیک کردند. در عملیات نخستین عملیاتی بود که در آن بمب‌های MOP مورد استفاده قرار گرفت. در این حملات بمب‌افکن‌های بی-۲ اسپیریت، ۳۷ ساعت بی‌وقفه در پرواز بودند.
در پی این حملات، ترامپ نوشت:
«ما حمله بسیار موفقیت‌آمیز خود را به سه تأسیسات هسته‌ای در ایران، شامل فردو، نطنز و اصفهان، تکمیل کرده‌ایم. همه هواپیماها اکنون خارج از حریم هوایی ایران هستند. بار کامل بمب‌ها بر روی هدف اصلی، فردو، رها شد. همه هواپیماها به سلامت در راه بازگشت به خانه هستند. تبریک به جنگجویان بزرگ آمریکایی ما. هیچ ارتش دیگری در جهان نمی‌توانست این کار را انجام دهد. اکنون زمان صلح است! از توجه شما به این موضوع متشکرم.»
پس از حملات، ترامپ سخنرانی کوتاه تلویزیونی ارائه داد که در آن ادعا کرد تأسیسات کلیدی غنی‌سازی هسته‌ای ایران «کاملاً و به طور کلی نابود شده‌اند».
خبرگزاری رسمی ایران، ایرنا، با نقل قول از یک مقام ایرانی، گزارش داد که در سه مکانی که هدف قرار گرفتند، هیچ مواد رادیواکتیوی وجود نداشت. مرتضی حیدری، سخنگوی کمیته اضطراری شهر قم، گفت که نیروهای دشمن «بخش‌هایی از تأسیسات هسته‌ای فردو» را بمباران کرده‌اند. بر اساس رسانه‌های دولتی ایران، مقامات ایرانی گفته‌اند که برای ساکنان مناطق نزدیک تأسیسات هسته‌ای که مورد حمله آمریکا قرار گرفتند، هیچ خطری وجود ندارد. ایرنا با نقل قول از ستاد مدیریت بحران استان قم، استانی که تأسیسات فردو در آن قرار دارد، اعلام کرد که «هیچ خطری برای مردم قم و مناطق اطراف وجود ندارد».

## پاسخ ایران

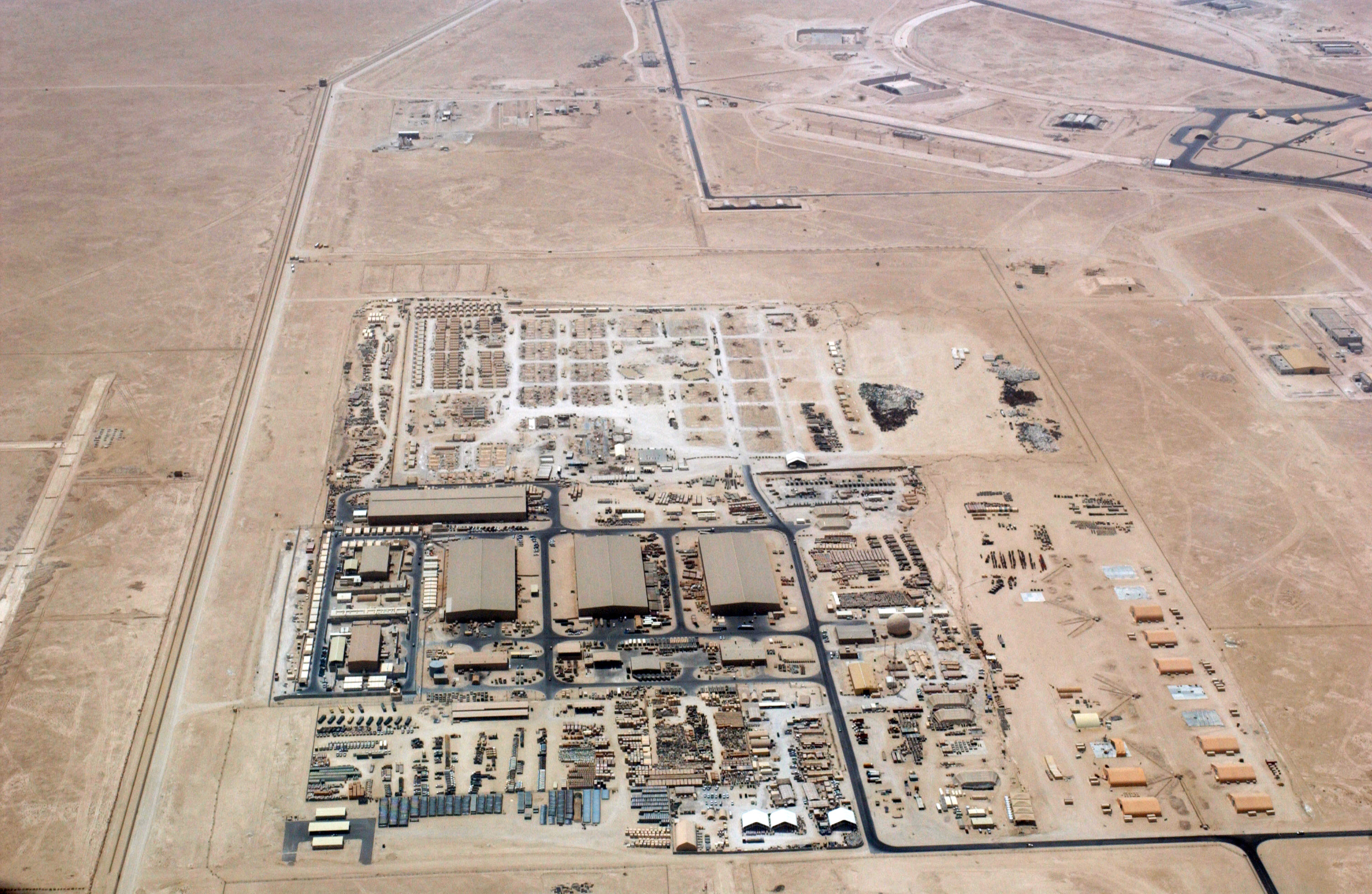
پایگاه هوایی العدید (تصویر مربوط به سال ۲۰۰۴)، جایی که ایران در ۲۳ ژوئن حملات موشکی تلافی‌جویانه انجام داد.

در ۲۲ ژوئن ۲۰۲۵، مجلس ایران طرحی را تصویب کرد که خواستار بستن تنگه هرمز، یکی از مسیرهای مهم دریایی است که نزدیک به ۲۰ درصد نفت و گاز طبیعی مایع جهان از آن عبور می‌کند. این رأی که رسانه‌های ایرانی آن را از نظر سیاسی مهم توصیف کردند، به معنای بستن فوری تنگه نیست؛ این اقدام هنوز باید توسط شورای عالی امنیت ملی که اختیار نهایی تصمیم‌گیری در امور امنیت ملی را دارد، تصویب شود. تا تاریخ ۲۳ ژوئن، حمل و نقل دریایی بین‌المللی با هشدارهای افزایش‌یافته از طریق تنگه ادامه داشت و برخی شرکت‌های تجاری عبور از آن را به‌طور موقت متوقف کردند و برخی دیگر به دلیل وخامت شرایط امنیتی با احتیاط بیشتری عمل کردند. همچنین حضور شناورهای سپاه پاسداران انقلاب اسلامی در منطقه مشاهده شده است که نگرانی‌هایی در مورد ایمنی دریایی ایجاد کرده است.
در ۲۳ ژوئن، ایران به‌عنوان واکنش به حملات آمریکا، به پایگاهی آمریکایی در قطر حمله موشکی انجام داد. قطر پیش از رسیدن موشک‌ها حریم هوایی خود را بست و اعلام کرد که همه آنها را رهگیری کرده است. پس از این حمله، امارات متحده عربی، بحرین، کویت و عراق نیز حریم هوایی خود را بستند. بعدها خبرهایی از اصابت موشک‌های ایرانی (حداقل یک موشک) به یک رادار در پایگاه العدید رسانه‌ای شد.
ستاره داوود سرخ گفت که حداقل ۱۶ نفر در اسرائیل در اثر موشک‌های ایرانی که در تلافی حملات شبانه پرتاب شده بودند، زخمی شدند. همچنین در ۲۲ ژوئن رسانه‌های ایرانی گزارش دادند که مجید مصیبی، که جمهوری اسلامی به «جاسوسی برای اسرائیل» متهمش کرده بود، اعدام شده است.

## واکنش‌ها

### آمریکا
رئیس‌جمهور دونالد ترامپ ابتدا این حملات را «بسیار موفقیت‌آمیز» خواند. در طول بیانیه‌اش آن‌ها را «موفقیت نظامی باشکوه» نامید، گزارش‌های پیشین را تأیید کرد و به ایران در صورت عدم جستجوی صلح توسط ایران، دربارهٔ حملات بیشتر هشدار داد.
بلافاصله پس از بیانیه، ترامپ در تروث سوشیال نوشت:
«هرگونه تلافی ایران علیه ایالات متحده آمریکا با نیرویی بسیار بزرگ‌تر از آنچه امشب شاهد بودیم، مواجه خواهد شد.»

### ایران
سیدعلی خامنه‌ای در پیام ویدیویی که پس از آتش‌بس در تاریخ ۵ تیر ۱۴۰۴ منتشر کرد در مورد حمله به مراکز هسته‌ای گفت این موضوع درخورِ پیگیری جزائی در دادگاه‌های بین‌المللی است. او ترامپ را به «بزرگ‌نمایی غیرمتعارف» در مورد این حمله متهم کرد.
عباس عراقچی، وزیر امور خارجه ایران، این حملات را به عنوان «نقض بی‌پروای منشور سازمان ملل و قوانین بین‌المللی» محکوم کرد و اعلام داشت که «ایران همه گزینه‌ها را برای دفاع از حاکمیت، منافع و مردم خود محفوظ می‌دارد.»
سازمان انرژی اتمی ایران بیانیه‌ای صادر کرد مبنی بر اینکه سه تأسیسات هسته‌ای آن «در عملی خشونت‌آمیز علیه قوانین بین‌المللی، از جمله پیمان منع اشاعه، توسط دشمنان ایران اسلامی مورد حمله قرار گرفت» و اعلام کرد که قصد دارد هم در دادگاه بین‌المللی عدالت‌خواهی کند و هم برنامه هسته‌ای خود را ادامه دهد.
خبرگزاری دولتی ایران، ایرنا، به نقل از یک مقام ایرانی گزارش داد که در سه محل هدف قرار گرفته شده، مواد رادیواکتیو وجود نداشت. سخنگوی کمیته اضطراری شهر قم، مرتضی حیدری، اعلام کرد که نیروهای دشمن «بخشی از تأسیسات هسته‌ای فردو» را بمباران کرده‌اند. مقام‌های ایرانی اعلام کردند که خطری برای ساکنان مناطق اطراف تأسیسات هسته‌ای هدف قرار گرفته توسط حملات آمریکا وجود ندارد، بنا بر گزارش رسانه‌های دولتی ایران. ایرنا به نقل از ستاد مدیریت بحران استان قم، محل تأسیسات فردو، اظهار داشت «خطری مردم قم و مناطق اطراف را تهدید نمی‌کند». به گفته مقام‌های ایرانی، مواد هسته‌ای پیش از حملات تخلیه و به مکان دیگری منتقل شده بود.

### اسرائیل
نخست‌وزیر اسرائیل بنیامین نتانیاهو به ترامپ تبریک گفت و اعلام کرد که «تصمیم جسورانه» او برای هدف قرار دادن تأسیسات هسته‌ای ایران با «قدرت عادلانه و مهیب ایالات متحده» یک «نقطه عطف تاریخی» خواهد بود، و گفت که ترامپ «کاری کرده که هیچ کشور دیگری روی زمین نمی‌توانست انجام دهد. تاریخ ثبت خواهد کرد که رئیس‌جمهور ترامپ اقدام کرد تا خطرناک‌ترین سلاح‌های جهان را از خطرناک‌ترین رژیم جهان دریغ کند.»

## تحلیل
ری تکیه، پژوهشگر ارشد شورای روابط خارجی، این حملات را «فاز جدیدی و احتمالاً مشکل‌ساز» توصیف کرد و گفت که ایران «به‌نحوی باید غرور خود را بازگرداند»، احتمالاً با حمله به پایگاه‌های نظامی آمریکا یا نیروهای نیابتی آن. کریم سجادپور، پژوهشگر ارشد موقوفه کارنگی برای صلح بین‌المللی، اظهار داشت: «این حملات به‌جای پایان‌دادن به جنگ ۴۶ ساله آمریکا و ایران، احتمالاً فصل جدیدی از آن را باز می‌کند.» او افزود که اکثر گزینه‌های تلافی‌جویانه ایران «معادل یک بمب‌گذاری انتحاری» است و این رویداد برای مردم ایران «تجربه‌ای تحقیرآمیز و آسیب‌زا» بوده، به‌طوری‌که هنوز مشخص نیست ایران چگونه پاسخ خواهد داد.
جاناتان پانیکف، مدیر ابتکار امنیت خاورمیانه اسکوکرافت در شورای آتلانتیک، هشدار داد که ایران ممکن است برای بازگرداندن بازدارندگی، واکنشی نامتناسب نشان دهد و گفت: «این می‌تواند به سرعت به یک چرخه تشدید قابل‌توجه و غیرقابل‌کنترل منجر شود.»
رزماری کلانیک، مدیر برنامه خاورمیانه در اندیشکده اولویت‌های دفاعی، معتقد بود که این حملات «احتمال تمایل ایران به دستیابی به سلاح هسته‌ای را بسیار افزایش داده است.» بورجو اوزچلیک، پژوهشگر ارشد مؤسسه سلطنتی خدمات متحده، اظهار کرد که این حمله از دیدگاه تندروهای ایرانی «یک نمونه دیگر از غیرقابل‌اعتماد بودن آمریکا» است.
یک تحلیلگر سی‌ان‌ان اشاره کرد که آمریکا ممکن است به دلیل «نگرانی واقعی از تلافی ایران» اهداف بیشتری را مورد حمله قرار دهد و پیشنهاد کرد که ایران می‌تواند به پایگاه‌های آمریکا در قطر، امارات متحده عربی، عربستان سعودی و بحرین حمله کند یا حتی تنگه هرمز را ببندد.
نشریه اکونومیست گزارش داد: «حتی اگر آمریکا به تمام بخش‌های تأسیسات فردو دسترسی نداشته باشد، انفجارهای قدرتمند ممکن است خسارت کافی به تجهیزات داخلی وارد کرده یا آن‌ها را نابود کرده باشد.» ریچارد نفیو، کارشناس سلاح‌های هسته‌ای، به اکونومیست گفت: «لرزش‌های کنترل‌نشده… قاتل سانتریفیوژها هستند.» دیوید آلبرایت، بازرس سابق آژانس بین‌المللی انرژی اتمی و بنیان‌گذار مؤسسه علوم و امنیت بین‌المللی، به اکونومیست گفت که تخریب مجاری تهویه فردو می‌تواند این سایت را «برای چند سال، نه چند ماه» غیرفعال کند. یک کارشناس تسلیحات نیز به اکونومیست گفت که تصاویر پس از حملات نشان می‌دهد آمریکا احتمالاً تهویه فردو را هدف قرار داده است.